# Joaquim Gil
Joaquim Gil   (València, 26 de gener de 1767 - València, segle XIX (>1827)) va ser un sacerdot, tenor i músic valencià.
Als vint anys aconseguí per oposició una plaça de tenor en la catedral de Sogorb, i el 1790 s'ordenà sacerdot, assolint més tard la càtedra de litúrgia en el Seminari de València, on també aconseguí, a partir del 1820, la de cant pla.
És principalment conegut per la seva petita obra Breve instrucción del canto llano para los alumnos del Seminario sacerdotal y conciliar (Madrid, 1820), la qual conté advertències molt útils i interessants.